# Schutzbar genannt Milchling

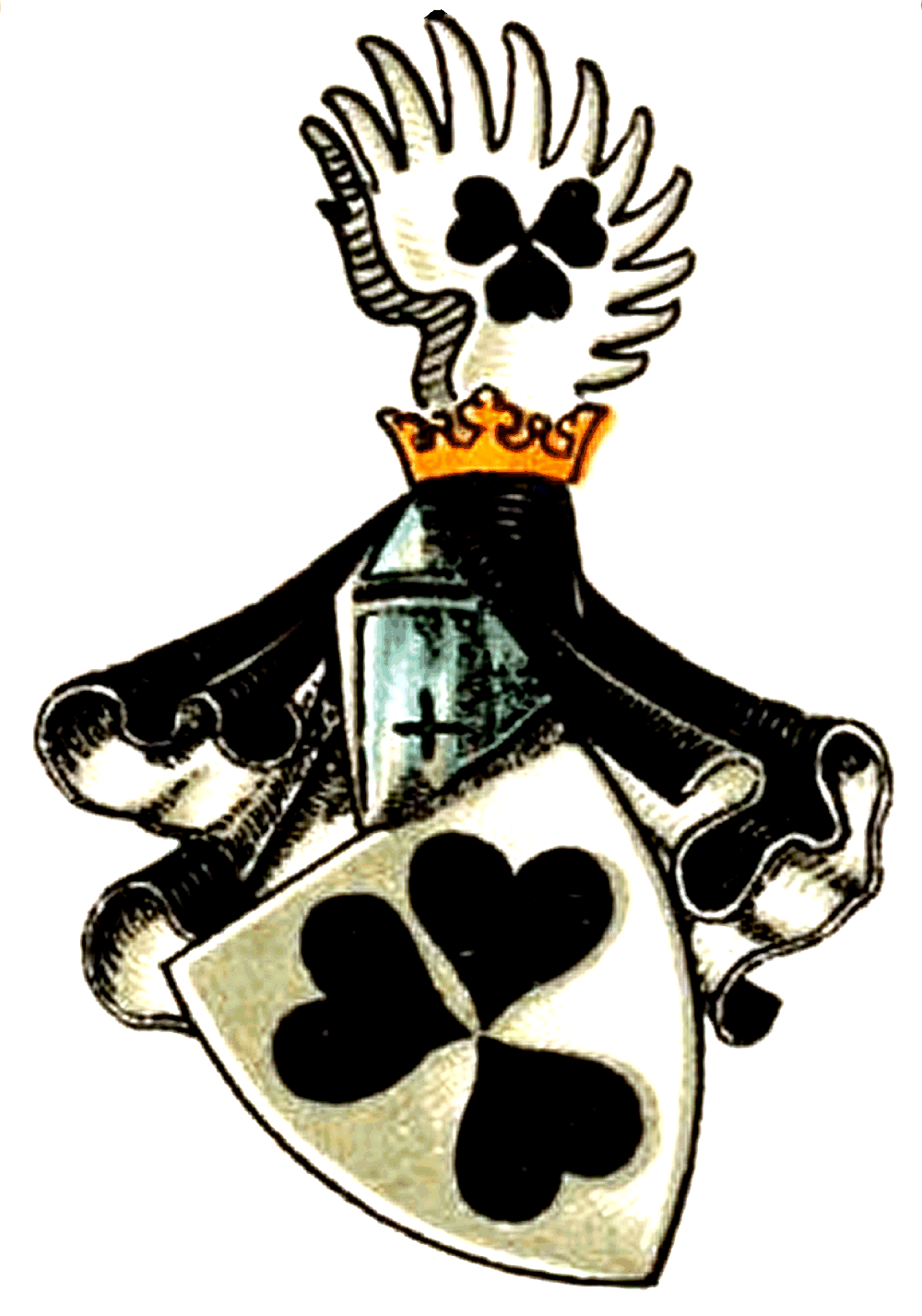
Wappen derer von Schutzbar

Die Familie Schutzbar genannt Milchling ist eine alte oberhessische, später freiherrliche Adelsfamilie. Der früher in Hessen landsässige Ast der Familie ist dort noch Mitglied in der Althessischen Ritterschaft.

## Geschichte

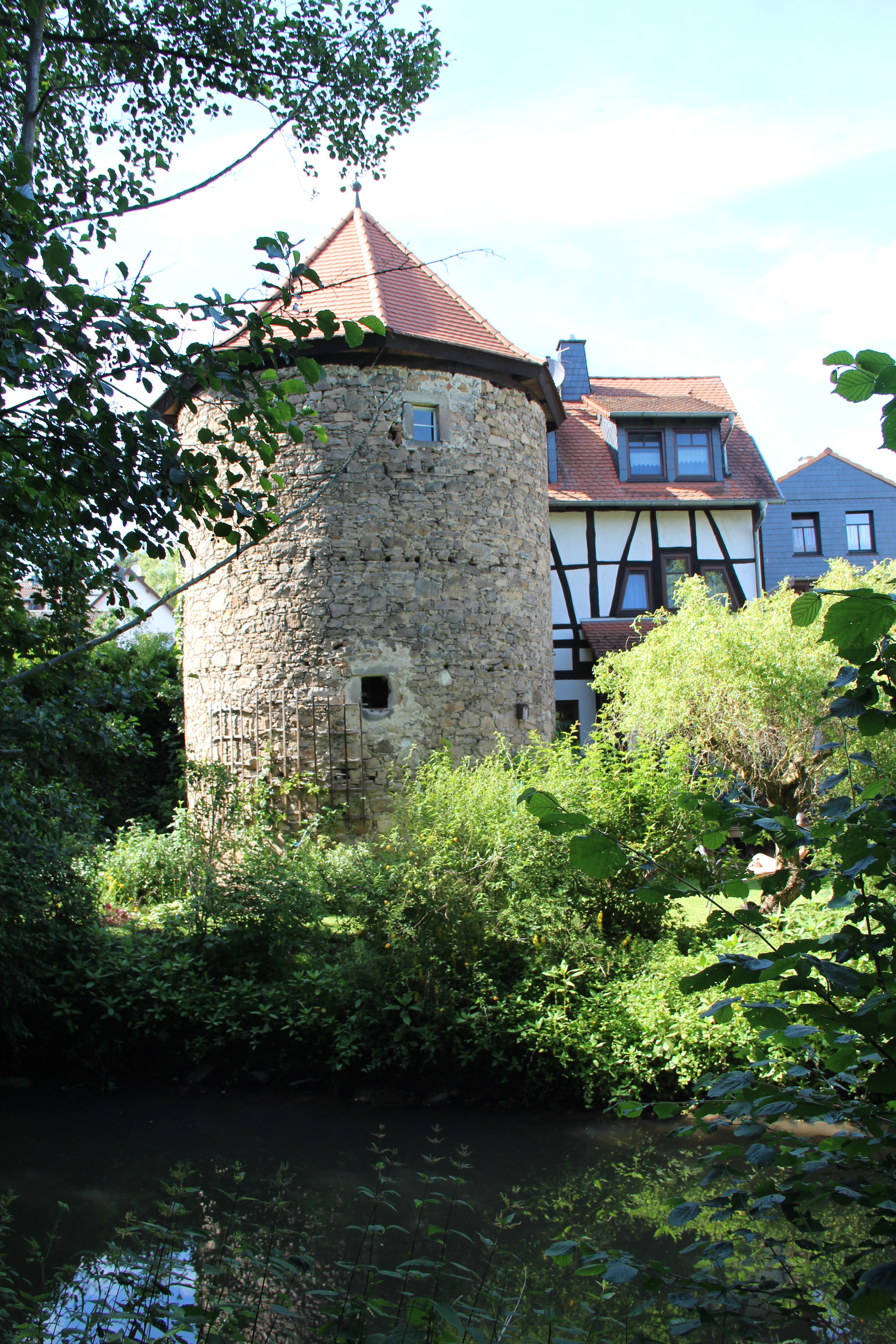
Rest der Burg Treis

Das Geschlecht wurde erstmals 1035 mit Eberhard Schutzspeer genannt Milchling urkundlich erwähnt. Der Name wandelte sich im Lauf der Zeit über Schutzsper, Schutzper, Schutzpar zu Schutzbar. Stammsitz des Adelsgeschlechts war anfangs wohl die dortige Burg Ellhaus, später auch die Burg Treis in Treis an der Lumda am gegenüberliegenden Ufer der Lumda. Eberhards Nachkommen waren zum Teil Stiftsherren in Wetzlar und Burgmannen von Friedberg, später auch landgräfliche Beamte und geistliche Würdenträger.

Wappen in Siebmachers Wappenbuch von 1605

Von Ruprecht von Schutzbar genannt Milchling († nach 1355), Schultheiß in Rosenthal und Burgmann zu Battenberg, stammt die Nebenlinie der Kalb von Weitershausen genannt Schubel ab.
Ein Zweig der Familie befand sich um 1576 in Orb. Vermutlich in der Funktion des Amtmannes war einer von ihnen am Ausbau der Burg Bad Orb beteiligt.
In Franken war das Geschlecht vor allem im Hochstift Würzburg begütert, ab 1569 auch in Mittelfranken (Wilhermsdorf, Neidhardswinden, Neuses). In der Gemeinde Sommerach hat sich das sogenannte Milchling-Haus erhalten, ein ehemaliger Gutshof der Familie aus dem Jahr 1598.

## Wappen
Blasonierung: „Im Silbernen Schilde drei (2:1) mit den Stielen zum Dreipass verbundene schwarze Lindenblätter (auch Kugeln oder Herzen). Auf dem Helm ein wie der Schild tingierter offener Flug. Die Decken sind in Schwarz und Silber.“

## Bekannte Namensträger

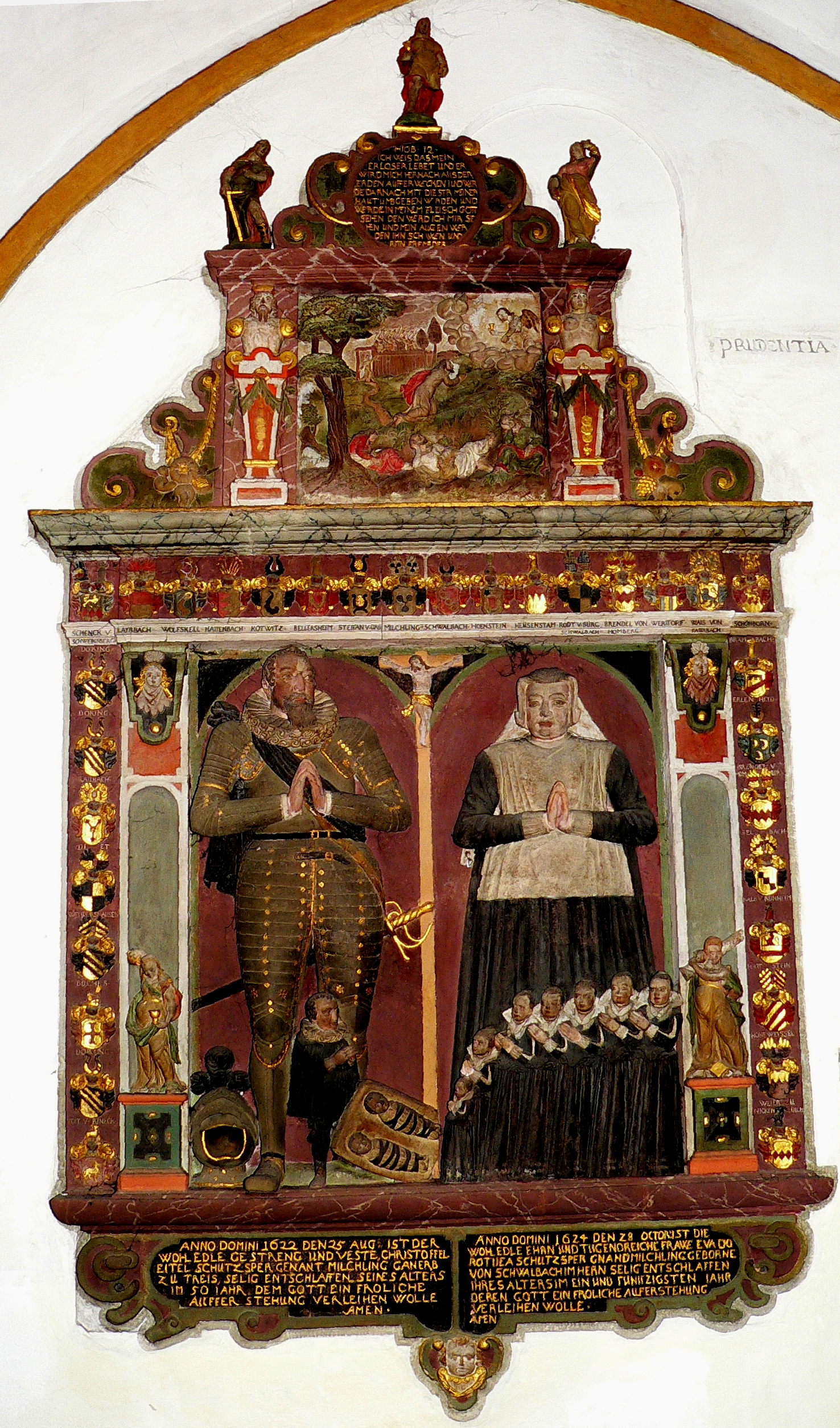
Epitaph des Christoffel Eitel von Schutzbar genannt Milchling und seiner Frau Eva Dorothea in der Kirche in Treis an der Lumda mit den Vollwappen ihrer Vorfahren

- Wolfgang Schutzbar genannt Milchling (Hochmeister) (1483–1566), 1529–1543 Landkomtur zu Marburg und 1543–1566 Hochmeister des Deutschen Ordens
- Caspar Schutzbar genannt Milchling (1525–1588), Gutsherr in Treis an der Lumda, heute Stadtteil von Staufenberg (Hessen), Hauptmann in Gießen bis 1588
- Wolfgang Schutzbar genannt Milchling (Fürstabt) (um 1530–1567), Fürstabt der Reichsabtei Fulda
- Heinrich Hermann Schutzbar genannt Milchling († 1591), 1561 Ritter des Ordens vom Heiligen Grab zu Jerusalem, 1569 Reichsfreiherr zu Wilhermsdorf
- Otto Friedrich Schutzbar genannt Milchling (1563–1604), Theologe und Rektor der Universität Würzburg
- Ferdinand von Schutzbar genannt Milchling (1813–1891), Gutsherr auf Hohenhaus bei Herleshausen, Obervorsteher des Ritterschaftlichen Stiftes Kaufungen
- Margot von Schutzbar-Milchling, letzte Besitzerin von Schloss und Gut Wommen aus dem Hause Schutzbar genannt Milchling
- Rudolf von Schutzbar genannt Milchling (1853–1935), königlich-preußischer Kammerherr und Rittmeister